# Lepthyphantes albimaculatus
Lepthyphantes albimaculatus là một loài nhện trong họ Linyphiidae.
Loài này thuộc chi Lepthyphantes. Lepthyphantes albimaculatus được Octavius Pickard-Cambridge miêu tả năm 1873.